# 墨苜蓿
墨苜蓿（学名：Richardia scabra），又名鸭舌癀、拟鸭舌癀，为茜草科拟鸭舌黄属下的一个种，分布于南北美的温暖地区。